# Nagypall
Nagypall es un pueblo ubicado en el distrito de Pécsvárad, en el condado de Baranya, Hungría.

## Superficie
Posee una superficie de 7,130 kilómetros cuadrados.

## Demografía
Hasta 2019 la población era de 338 habitantes, con una densidad de población de 47,41 habitantes por kilómetro cuadrado.